# Terra (motorfiets)
Terra is een historisch merk van motorfietsen.
De ontwerper en producent was Carl M. Schmitt, in dienst bij het voormalige Eisenhüttenwerk GmbH, Schweidnitz (1922-1924).
Dit was een Duits bedrijfje dat zeer primitieve tweetakten met 127-, 143- en 172cc-motoren maakte. Het was een van de honderden kleine merken die in Duitsland rond 1922-1923 opkwamen en rond 1924-1925 weer verdwenen.